# Dugny
Dugny este o comună franceză situată în departamentul Seine-Saint-Denis, în regiunea Île-de-France.
Un sat mic până la Revoluția Franceză, comuna Dugny a suferit numeroase pagube și distrugeri în epoca modernă. În 1814 și 1815, în timpul primei Restaurări, Dugny a fost ocupată de armatele aliate (rusă, prusacă și austriacă), care au provocat distrugeri; bătăliile de la Bourget din 1870 au distrus parțial comuna; iar bombardamentele aeriene care vizau aeroportul Bourget, în timpul celui de-al Doilea Război Mondial, au ras orașul în proporție de peste 90 %.
Istoria și patrimoniul orașului sunt strâns legate de aviație. Aeroportul Bourget și Muzeul Aerului și al Spațiului acoperă o parte din teritoriul comunei Dugny. Baza aeriană 104 a fost amplasată la Dugny încă din Primul Război Mondial și, din 1953, găzduia Aviație navală de Dugny-Le Bourget. Aceasta a fost definitiv închisă în 2011. La sfârșitul anului 2016, instalații renovate au permis transferul unor activități ale Airbus Helicopters, anterior situate la La Courneuve.

## Geografie

### Localizare
Dugny este o comună din suburbia de nord a Parisului, situată la 11,6 kilometri nord-est de catedrala Notre-Dame din Paris, centrul capitalei franceze. Dugny se află la aproximativ zece kilometri de Aeroportul Internațional Paris–Charles de Gaulle și de zona sa aeroportuară. Este situată aproape de Plaine Saint-Denis și face parte din zona economică a aeroportului Le Bourget.
Comuna este situată în partea sudică a Pays de France, care în prezent este puternic urbanizată.

### Comune limitrofe
| Garges-lès-Gonesse | Bonneuil-en-France | Bonneuil-en-France |
| Stains             |                    | Le Blanc-Mesnil    |
| La Courneuve       | Le Bourget         | Le Blanc-Mesnil    |

### Geologie și relief
Suprafața comunei este de 3,89 km², iar altitudinea sa variază între 33 și 47 de metri.
În epoca glaciară, malurile și albiile râurilor Marna și Sena acopereau, probabil, orașul. De aceea, solul comunei este compus parțial din loess și marne.

### Hidrografie
Dugny este străbătută de numeroase pâraie mici, care au fost aproape în totalitate captate și îngropate în cursul secolului al XX-lea. Cele mai importante sunt Croult, care își are izvorul la Goussainville, traversează Dugny pe o lungime de 1.580 de metri și se varsă în Sena, la Saint-Denis, și Morée, care izvorăște la Tremblay-en-France și se varsă în Croult la Dugny. Lungimea sa pe teritoriul Dugny este de 2.600 de metri. Croult este încă vizibil în Dugny, în parcul Georges-Valbon.
Morée formează limita dintre Dugny și Bonneuil-en-France și este în prezent captat subteran. Se mai poate menționa și Vieille Mer, un râu mic alimentat de apele Croult, care își are originea în Dugny. Acesta traversează departamentul Seine-Saint-Denis pe un tronson de 7 km înainte de a se vărsa în Sena. Acest râu este, probabil, al treilea ca importanță din Seine-Saint-Denis, după Sena și Marna. Cursul său a fost complet canalizat și captat subteran între 1954 și 1964.
Alte cursuri de apă mai modeste traversau orașul, dar au dispărut și au fost transformate în conducte de canalizare, precum Molette, care își are originea la Rosny-sous-Bois și colectează apele uzate ale acestei comune și ale diferitelor drumuri naționale, cum ar fi cele ale drumului național 3 și ale drumului național 2.
Acest pârâu forma limita dintre comunele La Courneuve și Dugny și se vărsa în Rouillon, un curs de apă creat artificial, astăzi dispărut, care era alimentat de o captare de apă din Croult, numită „trou provendier”.

### Climă
În 2010, clima comunei este de tipul climatului oceanic degradat al câmpiilor din Centru și Nord, conform unui studiu al Centrului Național de Cercetare Științifică (CNRS) pe baza unui set de date care acoperă perioada 1971-2000. În 2020, Météo-France a publicat o tipologie a climatului pentru Franța metropolitană, în care comuna este expusă unui climat oceanic și se află în regiunea climatică Sud-vest a bazinului Parisian, caracterizată printr-o ploaie redusă, în special primăvara (120-150 mm) și o iarnă rece (3,5 °C).
Pentru perioada 1971-2000, temperatura anuală medie este de 12 °C, cu o amplitudine termică anuală de 15,2 °C. Cumulul anual mediu de precipitații este de 657 mm, cu 10,4 zile de precipitații în ianuarie și 7,6 zile în iulie. Pentru perioada 1991-2020, temperatura medie anuală observată la stația meteorologică Météo-France cea mai apropiată, situată în comuna Bonneuil-en-France la 3 km distanță, este de 12,1 °C, iar cumulul anual mediu de precipitații este de 616,3 mm.
Parametrii climatici ai comunei au fost estimați pentru mijlocul secolului (2041-2070) conform diferitelor scenarii de emisie de gaze cu efect de seră, bazate pe noile proiecții climatice de referință DRIAS-2020. Aceștia pot fi consultați pe un site dedicat publicat de Météo-France în noiembrie 2022.

### Mediu natural și biodiversitate

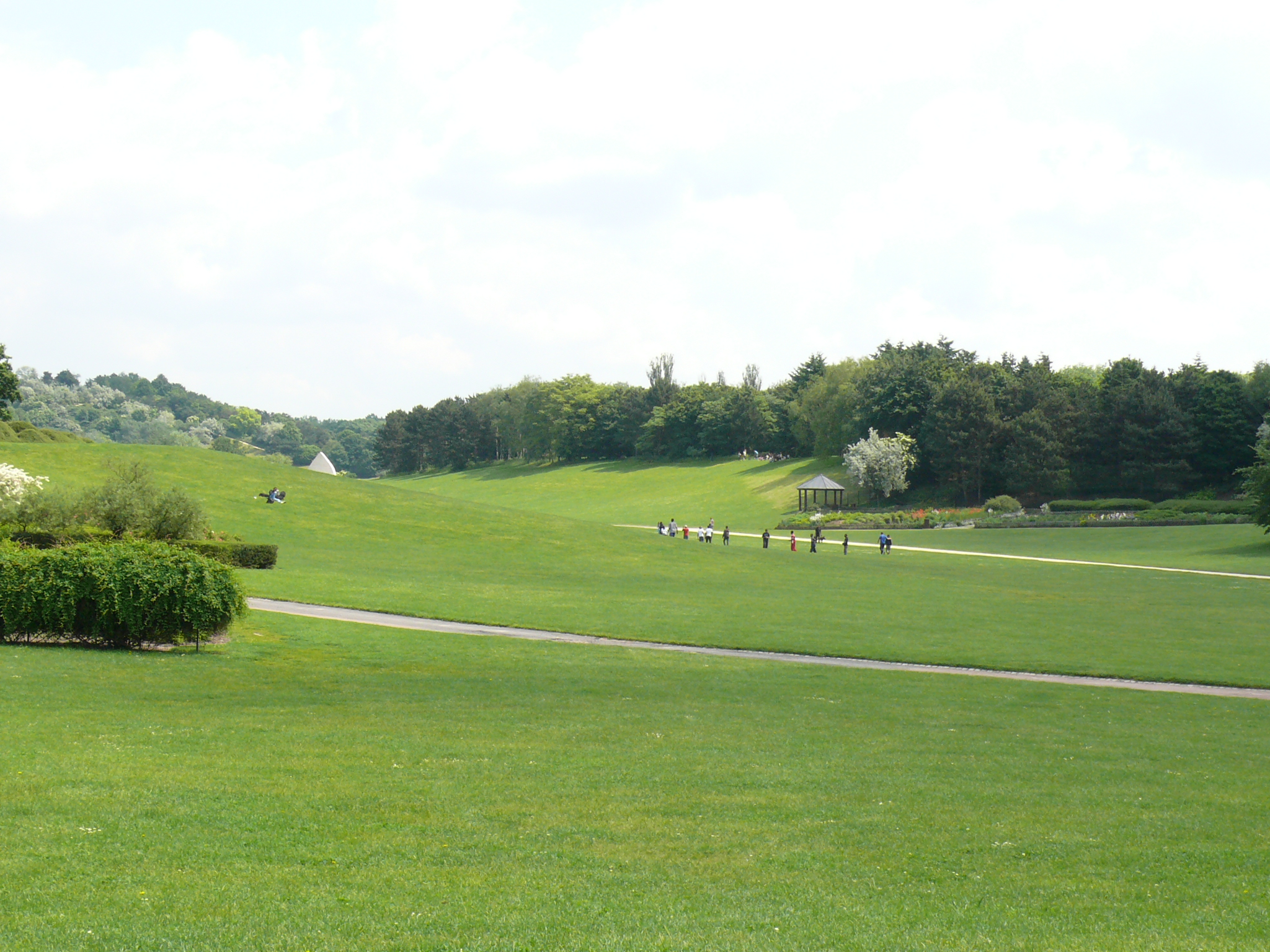
Parcul Georges Valbon.

O parte din teritoriul comunei este ocupată de parcul departamental Georges-Valbon. Acest parc, cunoscut anterior sub numele de parc departamental de La Courneuve (până în 2010), face parte din rețeaua Natura 2000. A fost redenumit oficial parc Georges-Valbon sâmbătă, 9 ianuarie 2010, în omagiu adus primului președinte al consiliului general al departamentului Seine-Saint-Denis. Este cel mai mare parc din Île-de-France, având o suprafață de 415 hectare. Partea parcului aflată pe teritoriul Dugny cuprinde zona Aire des Vents și bazinul Brouillard.
Dugny dispune, de asemenea, de alte spații verzi, precum grădinile Morée, situate în nordul comunei, și parcul Jean Jaurès, aflat în apropierea zonei Aire des Vents.

## Urbanism

### Tipologie
La 1 ianuarie 2024, Dugny este clasificată drept mare centru urban, conform noii grile comunale de densitate cu șapte niveluri, definită de INSEE (Institutul Național de Statistică și Studii Economice) în 2022. Aceasta aparține unității urbane a Parisului, o aglomerație inter-departamentală care cuprinde 407 comune, dintre care face parte ca o comună din suburbii. În plus, comuna face parte din aria metropolitană a Parisului, fiind una dintre comunele de la periferie, această zonă reunind 1.929 de comune.

### Căi de comunicație și transport
Orașul este accesibil în principal prin drumul departamental RD 114, apoi prin RD 50, care se conectează la acesta și duce spre Le Bourget. Dugny se învecinează cu RN 2 și RN 17 în cartierul Pont-Yblon.
De asemenea, Dugny este situată în apropierea A1, cunoscută sub numele de Autoroute du Nord, cea mai circulată autostradă din Franța.
Străzile din centrul orașului converg aproape toate către RD 114 și se termină adesea în fundături.

#### Transport aerian
Aeroportul Paris-Le Bourget este situat pe teritoriul comunei și este administrat de Aéroports de Paris. Aeroportul este deschis traficului național și internațional comercial neregulat, avioanelor private, aviației generale, precum și zborurilor IFR și VFR, cu anumite restricții. Este cel mai important aeroport de aviație de afaceri din Europa.
Situat la treisprezece kilometri nord-est de Paris, aeroportul ocupă o suprafață de 550 hectare, repartizată pe teritoriul a patru comune și două departamente: Seine-Saint-Denis (Le Bourget și Dugny) și Val-d'Oise (Bonneuil-en-France și Gonesse).

## Toponimie
Numele Dugny ar proveni din termenul galo-roman Duniacum, care înseamnă domeniul lui Dunius, proprietarul său. Ulterior, localitatea a fost denumită Dugny-en-France, datorită amplasării sale în plainea France.

## Istorie

### Originile Dugny
O cercetarea arheologică de salvare efectuată în 1998 a scos la iveală două incinte circulare, datând din Holocen și, mai precis, din Protoistorie (Epoca Bronzului sau Epoca Fierului). Se presupune că acestea delimitau tumuli și, deși nu s-au descoperit inhumații sau incinerări din acea perioadă, funcția funerară a sitului pare certă.
Pe același loc au fost descoperite patru morminte datând din perioada merovingiană, precum și bijuterii ce pot fi datate la sfârșitul secolului al VII-lea sau începutul secolului al VIII-lea.
În aceeași epocă, teritoriul Dugny era situat pe un platou înconjurat de mlaștini, la intersecția a șapte râuri. Prima mențiune documentară a localității Dugny pare să dateze din anul 832.

### Evul Mediu
În 1119, Dugny aparținea prioratului Saint-Martin-des-Champs, apoi a trecut în stăpânirea familiei Montmorency, înainte de a fi cedată Abației Saint-Denis în 1216.
În 1443, Henric al VI-lea, regele Angliei, a confiscat domeniul Dugny de la Jacques de Luiller, care rămăsese fidel lui Carol al VII-lea, și l-a oferit unui francez care îi susținea cauza.

### Epoca modernă

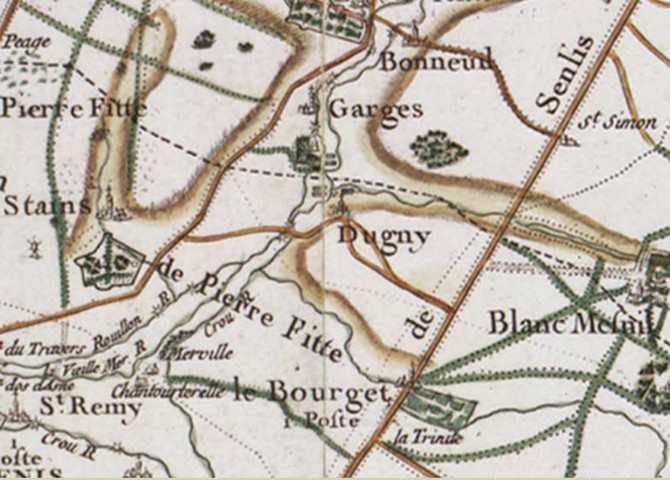
Harta Cassini a Le Bourget și împrejurimilor sale în jurul anului 1780.

În secolul al XVI-lea, au fost realizate amenajări pe râul Croult, iar în secolul al XVII-lea au fost construite trei mori. Acestea nu au supraviețuit apariției morilor industriale.
În secolul al XVII-lea, Dugny făcea parte din departamentul Gonesse, care aproviziona Parisul cu grâu și pâine. Satul avea atunci 200 de locuitori. În aceeași perioadă, cătunul Le Bourget, care era format dintr-o singură stradă, a fost atașat comunei Dugny, la fel ca și cătunul Pont-Yblon, care era doar un grup de case.

### Revoluția Franceză și Imperiul
În 1789, odată cu sfârșitul Vechiului Regim, privilegiile au fost abolite de Revoluție. În același an, Dugny a organizat alegeri, iar Pierre Trossu a fost ales. În 1790, Le Bourget, care depindea atunci de Dugny, s-a separat și a devenit o comună autonomă.
În 1814 și 1815, în timpul Restaurației, Dugny a fost ocupată de armatele aliate (rusă, prusacă și austriacă), care au provocat pagube în localitate. După aceste evenimente, Dugny și-a recăpătat treptat liniștea, devenind un loc de vilegiatură și agrement pentru parizieni. Începând cu 1858, satul a fost destul de bine deservit datorită căii ferate și gării Le Bourget. Populația Dugny a crescut de la 328 de locuitori în 1806 la 611 locuitori în 1866.

### Epoca contemporană

#### Războiul din 1870
Războiul franco-german din 1870 a schimbat situația, în special în timpul Asediului Parisului (1870). Teritoriul Dugny a fost ocupat de prusaci și a suferit tirurile artileriei franceze amplasate la Le Bourget. De asemenea, în timpul primei bătălii de la Le Bourget (28-30 octombrie 1870), dar mai ales în timpul celei de-a doua bătălii de la Le Bourget (21 decembrie 1870), confruntările au provocat pagube semnificative în comună. Sub focul tunurilor, biserica a fost distrusă, iar satul a fost devastat.
În perioada Belle Époque, comuna a fost reconstruită treptat, iar secolul al XX-lea a reprezentat un punct de cotitură în istoria satului. La începutul secolului, Dugny, care era încă un sat rural, a început să se transforme treptat într-un mic oraș din suburbia pariziană.

#### 1914-1945: influența aeroportului
În secolul al XX-lea, istoria Dugny, la fel ca și cea a Le Bourget, a fost strâns legată de evoluția aerodromului, devenit ulterior aeroportul Le Bourget. Deși, la acea vreme, aeroportul se afla în mare parte pe teritoriul comunei Dugny, acesta a primit numele Le Bourget, datorită faptului că gara feroviară se afla în acea localitate. Prin urmare, evenimentele importante care au avut loc pe aeroport au fost asociate, cel mai adesea, cu orașul Le Bourget. Astfel, sosirea lui Charles Lindbergh la aeroportul Le Bourget, pe 21 mai 1927, după prima traversare aeriană a Atlanticului de Nord, între New York și Paris, a fost legată de acest oraș. De asemenea, tot aici a avut loc și revenirea lui Édouard Daladier în Franța, pe 29 septembrie 1938, după semnarea Acordurilor de la München. Cu această ocazie, o mulțime imensă s-a adunat la aeroport pentru a-l întâmpina.
În paralel, departamentul a cumpărat terenuri agricole pentru a construi locuințe HBM (Habitations Bon Marché – locuințe sociale). Această schimbare a influențat compoziția populației, care a devenit tot mai militarizată, în special datorită prezenței aeroportului Le Bourget pe teritoriul comunei. În același timp, datorită numeroaselor situri industriale care s-au deschis în nordul Parisului, populația Dugny a devenit din ce în ce mai muncitorească.
În 1932, cité-jardin de l'Eguillez a fost construit de arhitecții Georges Albenque și Eugène Gonnot pentru Office public d'HBM de la Seine. În 1933, a fost ridicat cité du Pont-Yblon, proiectat de arhitectul Germain Dorel, cu un total de 334 de locuințe. Acest ansamblu HBM, fiind izolat de centrul Dugny din cauza aerodromului, a devenit exclusiv rezidență pentru militari începând cu 1934. Complexul includea un dispensar și un grup școlar. Arhitectul Félix Dumail a fost, de asemenea, implicat în realizarea acestor lucrări.
În timpul celui de-Al Doilea Război Mondial, germanii au preluat controlul asupra aeroportului și l-au extins considerabil. La 16 august 1943, forțele americane și britanice au bombardat pistele aeroportului, însă baza aeriană a rămas ocupată până la eliberare. Acest bombardament, cunoscut sub numele de Operațiunea Starkey, avea ca obiectiv distrugerea aeroportului, însă a dus la distrugerea aproape totală a comunei, în proporție de 95-98%. Printre clădirile devastate s-a numărat și primăria, care a fost reconstruită în 1952.

### De la eliberare până în prezent
Pentru că a suferit nu mai puțin de cincisprezece bombardamente, orașul Dugny a fost decorat cu Crucea de Război cu palme pe 11 noiembrie 1948. De asemenea, aeroportul Le Bourget, grav avariat în timpul la Al Doilea Război Mondial, a fost reconstruit identic și a servit drept aeroport civil al Parisului până în anii 1970. Odată cu crearea noului aeroport Roissy-Charles de Gaulle, spațiul eliberat la Le Bourget a permis analizarea posibilității de reunire a colecțiilor dispersate într-o parte a sălii aeroportului. Începând cu 1973, Muzeul Aerului și Spațiului (în franceză Musée de l'Air et de l'Espace) a început să fie mutat treptat de la Chalais-Meudon la aeroportul Le Bourget. Primul pavilion, pavilionul B, a fost inaugurat în 1975, chiar înainte de Salonul Aeronautic de la Le Bourget.
În paralel, orașul Dugny, care fusese în mare parte distrus, a fost reconstruit treptat. În cele din urmă, doar cartierul Pont-Yblon a fost într-o oarecare măsură cruțat de distrugeri. Pe lângă reconstrucție, orașul a trebuit să facă față și unei creșteri demografice rapide, cauzată de cererea urgentă de locuințe între anii 1950 și 1970. Aceste construcții au fost necesare, în parte, pentru a găzdui repatriații din Algeria, dar și pentru populația provenită din marea mahala din Saint-Denis-La Courneuve, care fusese desființat. Această perioadă a fost marcată și de sosirea unor noi valuri de imigranți.
În 1973 Dugny și, în general, suburbia de nord a Parisului au început să se confrunte cu dificultăți economice. Criza petrolului, dezindustrializarea regiunii pariziene și, la nivel local, reducerea activităților aeroportului Le Bourget au dus la o creștere drastică a șomajului.
În noiembrie 2005, la fel ca multe alte comune din aglomerația pariziană și marile orașe din provincie, Dugny a fost afectată de acte de delincvență, însă într-o măsură mai moderată decât în alte comune din departament, inclusiv în localități învecinate, precum Le Blanc-Mesnil. Nu au fost înregistrate violențe majore în Dugny, așa cum reiese din cronologia revoltelor din 2005 din Franța. Cu toate acestea, acest episod, intens mediatizat la nivel internațional, a evidențiat ghetoizarea etnică și socială a multor cartiere de periferie, precum și incapacitatea autorităților politice de a gestiona eșecul integrării unei părți importante a populației imigrante.
Baza aeriană 104, situată la Dugny încă din Primul Război Mondial, pe marginea pistelor aeroportului Le Bourget, și care găzduia, din 1953, Établissement d'Aéronautique Navale de Dugny-Le Bourget, a fost închisă definitiv pe 30 iunie 2011. Începând de atunci, instalațiile fostei baze aeriene au fost preluate de Airbus Helicopters, care a inaugurat oficial noul său sediu pe 1 decembrie 2017, relocând aici fabrica sa din La Courneuve.

## Populația și societatea

### Date demografice
Evoluția numărului de locuitori este cunoscută prin recensămintele populației efectuate în comună începând din 1793. Pentru comunele cu mai puțin de 10 000 de locuitori, un recensământ al întregii populații este realizat la fiecare cinci ani, populațiile legale pentru anii intermediari fiind estimate prin interpolare sau extrapolare.
În 2022, comuna număra 11 723 locuitori, în creștere cu +9,98 % față de 2016 (Seine-Saint-Denis: +4,67 %, Franța fără Mayotte: +2,11 %).
| An        | 1793 | 1821 | 1841 | 1851 | 1876 | 1886 | 1901 | 1921  | 1936  | 1962  | 1982  | 2006   | 2014   | 2022   |
| --------- | ---- | ---- | ---- | ---- | ---- | ---- | ---- | ----- | ----- | ----- | ----- | ------ | ------ | ------ |
| Populație | 270  | 344  | 592  | 564  | 517  | 643  | 644  | 1 380 | 4 289 | 6 185 | 8 451 | 10 603 | 10 420 | 11 723 |

## Cultură locală și patrimoniu

### Locuri și monumente

#### Patrimoniu aeronautic

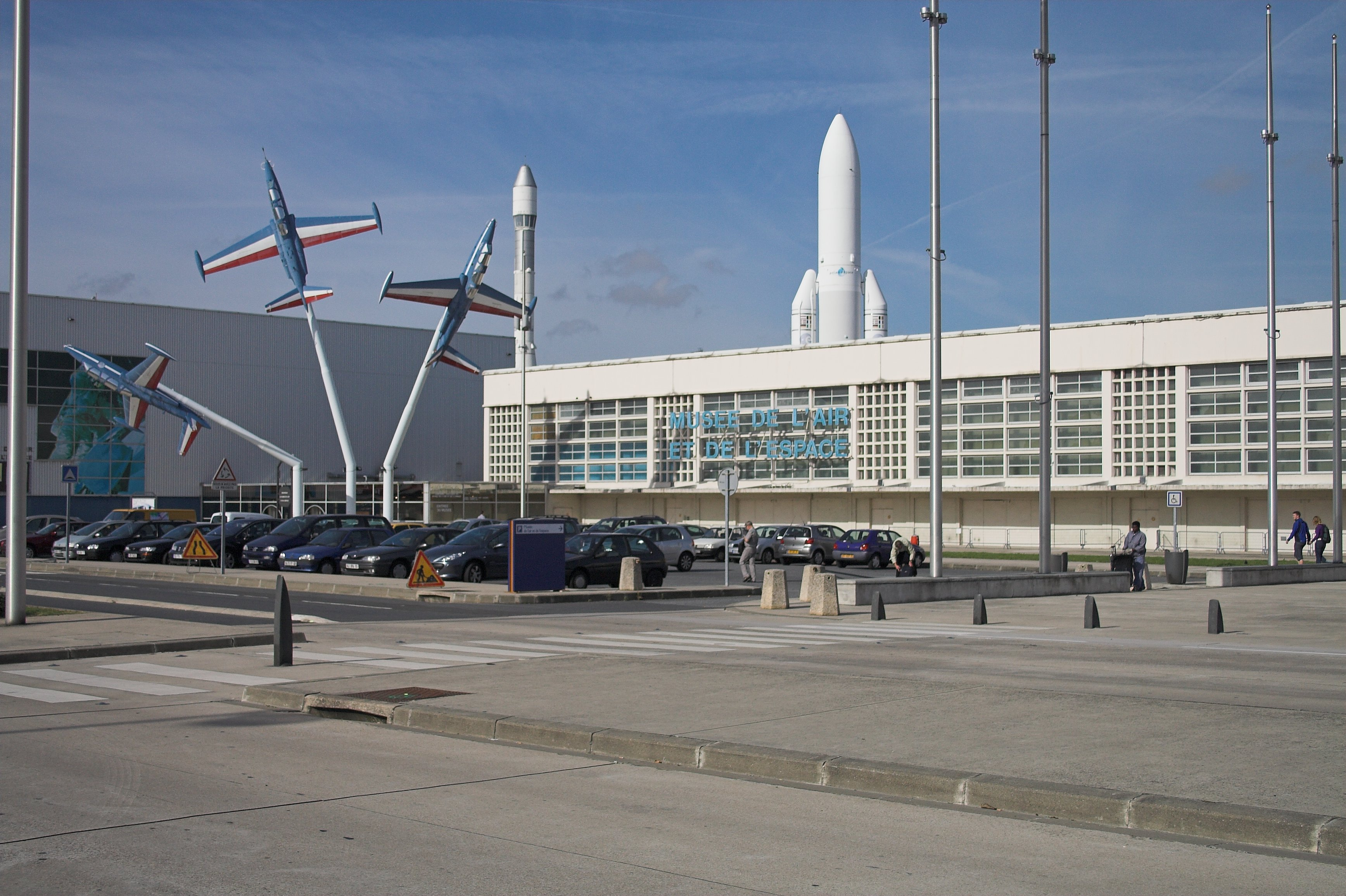
Intrarea Muzeului Aerului și Spațiului.

La fel ca și istoria orașului, patrimoniul Dugny este strâns legat de patrimoniul aeronautic. Aeroportul Le Bourget acoperă aproximativ jumătate din teritoriul Dugny, iar o mare parte din colecțiile Muzeului Aerului și Spațiului sunt situate în Dugny. Cu toate acestea, atât aeroportul, cât și muzeul sunt asociate prin numele lor cu orașul Le Bourget.
Aeroportul Le Bourget este primul aeroport construit în Paris și, în prezent, este cel mai important aeroport de aviație de afaceri din Europa. La fiecare doi ani (în luna iunie a anilor impari), acesta găzduiește Salonul Internațional de Aeronautică și Spațiu.
Muzeul Aerului și Spațiului este cel mai important muzeu aeronautic din Franța. La mutarea sa la Le Bourget în 1975, muzeul ocupa o parte din esplanadă și un hangar, situat la sud de aerogară. În 1977, odată cu încetarea traficului comercial, aeroportul s-a reconvertit rapid în aviație de afaceri, ceea ce a eliberat spațiu pentru extinderea muzeului. În 1987, aerogara, parțial dezafectată din 1977, a devenit „La Grande Galerie”, unde este expusă o vastă colecție de avioane originale din perioada începuturilor aviației și a Primului Război Mondial.

#### Monumente comemorative

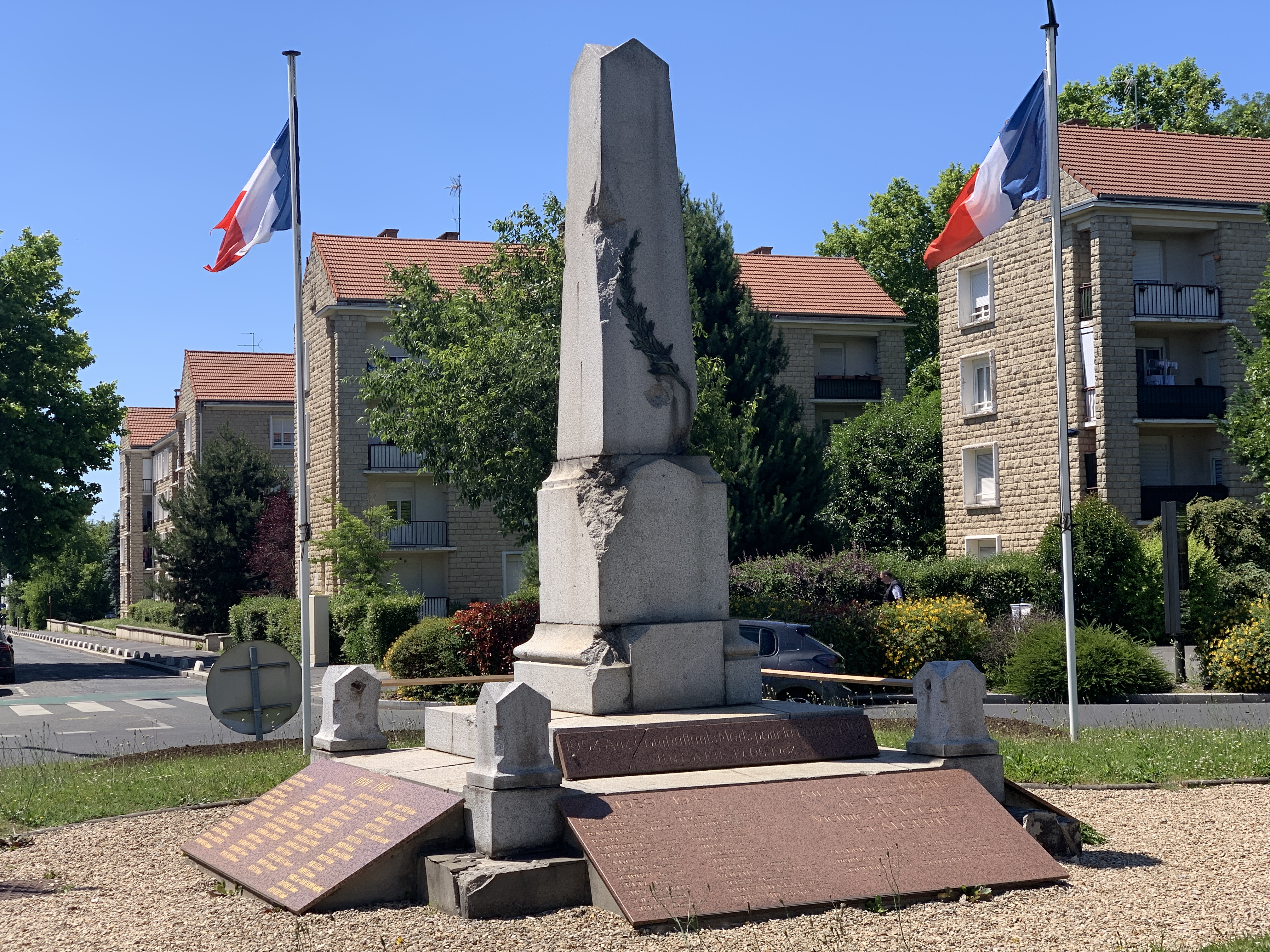
Monumentul eroilor, piața 16 august 1943.

În piața 16 august 1943 se află un monument al eroilor, pe care este inscripționat textul: „În memoria glorioasă a copiilor din Dugny căzuți pentru Franța”.
În cimitirul Hazeret se află și o stelă comemorativă, ridicată în amintirea bombardamentelor din 13 august 1943. Aceasta aduce un omagiu celor două sute de victime care nu reușiseră să evacueze zona, fiind surprinse de atac. Bombardamentul a lovit trei dintre cele cinci adăposturi, provocând pierderi semnificative. În acest cimitir se pot vedea, de asemenea, numeroase morminte ale unor persoane necunoscute, care și-au pierdut viața în acel tragic eveniment.
Mormântul lui François Cretté de Palluel este unul dintre elementele importante ale patrimoniului Dugny. În primul rând, deoarece acesta a fost o personalitate marcantă a comunei: bogat proprietar și savant agronom, a contribuit la progresul agriculturii locale și a făcut parte din prima administrație municipală a Dugny în timpul Revoluției Franceze. În 1794, a fost încarcerat ca suspect, împreună cu tatăl și fratele său. Eliberarea sa s-a datorat, în parte, intervenției locuitorilor din Dugny, care au făcut demersuri pentru a-i obține libertatea.

### Personalități
- Lucie Aubrac (1912-2007) – Luptătoare în Rezistența franceză și soția lui Raymond Aubrac. A petrecut o parte din copilărie în Dugny.
- Dominique Bertinotti (n. 1954) – Femeie politică și istorică, fostă ministru delegat pentru Familie între 2012 și 2014. A predat istorie la collège Jean-Baptiste Clément în anii 1980.[62]
- Larbi Benboudaoud (n. 1974) – Judoka, campion mondial în 1999 și vicecampion olimpic în 2000.
- Djimi Traoré (n. 1980) – Fost jucător de fotbal la Liverpool, câștigător al Ligii Campionilor 2004/2005. A crescut în Dugny[63].
- Gwladys Épangue (n. 1983) – Practicantă de taekwondo, dublă campioană mondială și medaliată cu bronz la Jocurile Olimpice de la Beijing 2008. A fost legitimată la clubul de taekwondo din Dugny.

## Înfrățiri
- Germania – Hohenstein-Ernstthal - din 1968